# Svend Aage Jensen (MF)
 For alternative betydninger, se Svend Aage Jensen. (Se også artikler, som begynder med Svend Aage Jensen)
Svend Aage Jensen (født 8. november 1930 i Frøstrup i Vester Hanherred) er en dansk politiker som var medlem af Folketinget for Centrum-Demokraterne fra 1991 til 1994.
Jensen er født i 1930 i Frøstrup som søn af frisør og maler Johannes Jensen og damefrisør Kirstine Marie Jensen. Han har realeksamen fra Fjerritslev Private Mellem- og Realskole 1947. Fra 1948 til 1951 var han kontorelev hos Adolph Holst A/S, Ålborg og derefter kontorassistent i firmaet til 1952. Han tog handelsmedhjælpereksamen fra Justitsråd Møllers Handelshøjskole i Ålborg i 1951 og statskontrolleret prøve i bogføring i 1952 samme sted. I 1972 blev han merkonom i organisation og databehandling fra Herning Handelshøjskole.
Jensen var driftsassistent på Grenaa Dampvæveri A/S 1952-1954, operatør hos IBM i Silkeborg 1954-1956 og
revisor hos Brødrene Jakobsen i Århus 1956-1958. Han var edb-chef hos Bang & Olufsen A/S i Struer fra 1958 til 1970 og blev i 1970 datachef og konsulent i organisation og informationsteknologi hos Coopers & Lybrand.
Han var fra 1986 til 1992 opstillet til Folketinget for Centrum-Demokraterne i Lemvig- og Ringkøbingkredsene, og fra 1992 i Holstebrokredsen som Frode Nør Christensen tidligere havde haft. Han blev ved folketingsvalget 1990 første stedfortræder for Centrum-Demokraterne i Ringkøbing Amtskreds og indtrådte i Folketinget 3. oktober 1991 da Frode Nør Christensen nedlagde sit mandat. Forinden havde han fem gange i 1991 været midlertidigt folketingsmedlem som stedfortræder for Frode Nør Christensen.